# Søren Andersen (musiker)
 For alternative betydninger, se Søren Andersen. (Se også artikler, som begynder med Søren Andersen)
Søren Andersen (født 9. november 1973 i Fredericia) er en dansk guitarist, sanger, sangskriver, producer. Han er blandt andet kendt som den ene halvdel af rockduoen Electric Guitars. Sammen med musikeren Tim Christensen er han desuden medejer af Medley Studios i København.

## Historie
Søren Andersen er vokset op i Fredericia, hvor han allerede i sine tidlige teenageår lod sig inspirere af blandt andre Deep Purple-profilerne, Glenn Hughes, David Coverdale og Ritchie Blackmore. I et interview til musikmagasinet Gaffa har han forklaret, hvordan han som 12-årig fandt Deep Purples live album "Live in London" på det lokale bibliotek, lånte det med hjem og var solgt på stedet.

## Karriere
Søren Andersens professionelle karriere med guitaren begyndte 1990. Den dengang bare 16-årige Andersen sprang - med opbakning fra sine sine forældre - fra sin uddannelse for at spille på fuld tid. Vinderen af det danske melodi grand prix, Lonnie Kjer (dengang med efternavnet "Devantier") skulle på turné og manglede en guitarist, og Søren Andersen blev inviteret med, spillede godt 60 koncerter og havde året efter 150.000 kroner på lommen. Siden formede han bandet Kick The Kangaroo sammen med resterne af Devantiers backingband og udgav i alt to studiealbums med dem.
Sammen med flere af bandmedlemmerne stifter Andersen selskabet Walkabout Records og begynder også at producere musik - både for eget og andre bands. Han producerer blandt andet bandet Superfuzz' debutalbum af samme navn, der går hen og vinder en Danish Music Award for "Årets Bedste Hard-rock Album" i 1999. Samme år flytter Andersen sig selv og sine studieaktiviteter til København.
I 2003 bliver Andersen ny medejer af det københavnske musikstudie The Club. Det får imidlertid ende den 26. maj 2006, da en påsat brand forvandler studie, interiør og et ukendt antal uerstattelige musikinstrumenter til aske. En lang række kendte danske kunstnere stiller efterfølgende op til støttekoncert på spillestedet Vega for at samle penge ind til studiets tre ejere, der led betydelige personlige tab ved branden.
Søren Andersen bliver i 2006 profil for Yamaha Guitars og bliver samme år også "ambassadør" for den danske virksomhed, TC Electronic, der blandt andet laver effektpedaler til guitarer. Andersen sendes i den sammenhæng på musikmesse i USA i 2009, hvor han møder bassisten Marco Mendoza (Thin Lizzy, Whitesnake), der introducerer ham for Glenn Hughes - det store barndomsidol.. Da Søren Andersen i 2009 inviteres med på turné med Hughes, tager den internationale del af karrieren fart. En lang række udenlandske bekendtskaber tæller blandt andre navne som Chad Smith (Red Hot Chili Peppers), Tommy Aldrige (Ozzy Osbourne, Gary Moore), Billy Sheehan (Mr. Big) og Mike Tramp (White Lion).
I 2015 vikarierede han for Stig Pedersen, der havde brækket armen, i en række koncerter med D-A-D.
I 2016 inviteres Søren Andersen med til indspilningerne af Glenn Hughes' album Resonate. Resultatet tiltrækker sig en del opmærksomhed - særligt i musikerkredse, hvor blandt andre den amerikanske guitarist Joe Satriani uddeler roser.
I april 2022 dukker Søren Andersen igen op i udlandet. Denne gang for Thin Lizzy-bassisten, Marco Mendoza, hvor Andersen ud over at spille guitar på nummeret "Take It To The Limit" også er manden bag producerpulten. Et nummer, der i øvrigt også har danske Morten Hellborn med på trommer.

## Electric Guitars
Under navnet "Guitar Event" mødtes Søren Andersen i 2012 med den danske guitarist Mika Vandborg. Sammen bliver de enige om at skabe et musikalsk rum, hvor guitaren har hovedrollen. Bandnavnet bliver Electric Guitars og første album af samme navn udkommer året efter i 2013.
Albummet "Electric Guitars" får blandede anmeldelser, men roses dog for hyldestsangen "Hero of Mine", der har en række danske guitarhelte med. Således optræder (udover Andersen og Vandborg selv) Per Møller, Poul Halberg, Billy Cross, Jacob Binzer, Tim Christensen, Franz Beckerlee, Uffe Steen og Jens Runge - hver med deres egen signaturlyd.
Ifølge Søren Andersen var én af præmisserne for guitarduoen, at hverken han eller Vandborg skulle være forsanger eller lead guitarist, hvorfor rollerne går på skift i Electric Guitars.
Sammen med Mika Vandborg har Søren Andersen udgivet i alt fire studiealbum under navnet Electric Guitars.

## Priser
I 2014 modtog Søren Andersen Danske Populær Autorers "Påskønnelseslegat" - et legat, der gives som "en anerkendelse af modtagerens indsats for dansk tekst og musik og/eller en indsats for sine kollegaer i dansk musikliv".

## Privatliv
Privat er Søren Andersen gift med ejendomsmægler Camilla Lindhard, der er datter af sangeren Knud Lindhard (Pretty Maids). Parret står sammen bag initiativet Rock for hjemløse.

## Diskografi

### Solo
- Constant Replay (2011)
- Guilty Pleasures (2019)
- Live In The Homeland (live) (2025)

### Electric Guitars
- Electric Guitars (2013)
- String Fever (2015)
- Rock'n'Roll Radio (2017)
- 10 Songs - 10 Cities (2019)
- Freewheeler (2021)